# Anthony Carter
Anthony Bernhard Carter (* 16. Juni 1975 in Milwaukee, Wisconsin) ist ein US-amerikanischer ehemaliger Basketballspieler und heutiger -trainer, der auf der Position des Point Guards spielte. Carter steht seit 2018 bei den Miami Heat als Assistenzcoach für die Spielerentwicklung unter Vertrag.

## Karriere
Carter spielte am Saddleback Community College in Mission Viejo, Kalifornien und ging anschließend zur University of Hawaiʻi System. Er wurde 1996 nicht gedraftet und begann seine NBA-Karriere bei den Miami Heat, nachdem er eine Saison bei den Yakama Sun Kings spielte.
2003 übersah sein Agent eine Klausel in seinem Vertrag mit den Miami Heat, die ihm ein höheres Einkommen ermöglicht hätte. Stattdessen wechselte er zu den San Antonio Spurs. Nach nur fünf Spielen musste Carter die Saison 2003/04 wegen einer Verletzung beenden.
Nach zwei mäßigen Saisons mit den Minnesota Timberwolves (2004–2006) wechselte Carter 2007 zu den Denver Nuggets, nachdem er seine Saison bei Legea Scafati gestartet hatte.
Am 20. Dezember 2007 versenkte Carter bei noch 0,8 Sekunden verbleibender Spielzeit einen Ball als Game Winner gegen die Houston Rockets zum Endstand von 112:111. In der NBA-Saison 2007–2008 erreichte er einen Punktedurchschnitt von 8 Punkte pro Spiel, zählte in fast allen Spielen zur Startformation und erreichte in der gesamten Saison 28 Blocks.
Am 1. Juli 2008 wurde Carter Free-Agent und verlängerte seinen Vertrag bei den Denver Nuggets.
Im Februar 2011 wurde Carter von Denver an die New York Knicks getradet. Dort spielte er bis zum Ende der Saison. Zur Saison 2011/12 erhielt Carter keinen neuen Vertrag in New York und wechselte zu den Toronto Raptors. Am 15. März 2012 wurde er von den Raptors entlassen.
Carter beendete daraufhin seine Spielerkarriere und entschied sich eine Karriere als Basketballtrainer einzuschlagen. Zur Saison 2013/14 wurde er als Assistant Coach der Austin Toros verpflichtet, die in der NBA Development League spielen.